# Okky Madasari
Okky Puspa Madasari, née le 30 octobre 1984 à Magetan, est une écrivaine et essayiste indonésienne.
Okky est connue pour ses représentations des conditions sociales et politiques en Indonésie et concentre largement ses écrits sur la résistance contre l'injustice. Et la lutte pour la liberté et l'humanité.